# Artur Serobyan
Artur Serobyan (Ereván, 2 de julio de 2003) es un futbolista armenio que juega en la demarcación de centrocampista para el F. C. Sheriff Tiraspol de la Superliga de Moldavia.

## Selección nacional
Tras jugar en varias categorías inferiores de la selección, finalmente hizo su debut con la selección de fútbol de Armenia en un partido amistoso contra Montenegro que finalizó con un resultado de 1-0 tras un gol de Vahan Bichakhchyan.

## Clubes
| Club                            | País     | Año       | Partidos | Goles |
| ------------------------------- | -------- | --------- | -------- | ----- |
| F. C. Ararat-Armenia            | Armenia  | 2020-2021 | 16       | 0     |
| BKMA Ereván (cedido)            | Armenia  | 2021-2022 | 45       | 5     |
| F. C. Ararat-Armenia            | Armenia  | 2022-2023 | 22       | 6     |
| Casa Pia A. C. (cedido)         | Portugal | 2023-2024 | 4        | 1     |
| F. C. Ararat-Armenia            | Armenia  | 2024-2025 | 34       | 11    |
| F. C. Sheriff Tiraspol (cedido) | Moldavia | 2025-     | 12       | 2     |

## Palmarés

### Títulos nacionales
| Título           | Club                   | País     | Año  |
| ---------------- | ---------------------- | -------- | ---- |
| Copa de Armenia  | F. C. Ararat-Armenia   | Armenia  | 2024 |
| Copa de Moldavia | F. C. Sheriff Tiraspol | Moldavia | 2025 |